# Taneli Hämäläinen
Taneli Hämäläinen (Kuopio, 16 aprile 2001) è un calciatore finlandese, difensore dell'ADO Den Haag.

## Carriera

### Club
Cresciuto nel settore giovanile del KuPS, ha esordito in prima squadra il 25 gennaio 2020 in occasione dell'incontro di Suomen Cup pareggiato 1-1 contro l'Haka. Il 24 aprile 2021 ha esordito anche in Veikkausliiga, nella sconfitta per 1-0 contro l'Inter Turku.

### Nazionale
Ha giocato nelle nazionali giovanili finlandesi Under-17 ed Under-21.

## Statistiche

### Presenze e reti nei club
Statistiche aggiornate al 13 febbraio 2023.
| Stagione        | Squadra         | Campionato      | Campionato | Campionato | Coppe nazionali | Coppe nazionali | Coppe nazionali | Coppe continentali | Coppe continentali | Coppe continentali | Altre coppe | Altre coppe | Altre coppe | Totale | Totale |
| Stagione        | Squadra         | Comp            | Pres       | Reti       | Comp            | Pres            | Reti            | Comp               | Pres               | Reti               | Comp        | Pres        | Reti        | Pres   | Reti   |
| --------------- | --------------- | --------------- | ---------- | ---------- | --------------- | --------------- | --------------- | ------------------ | ------------------ | ------------------ | ----------- | ----------- | ----------- | ------ | ------ |
| 2020            | KuPS            | VL              | 0          | 0          | CF              | 1               | 0               | UCL+UEL            | 0                  | 0                  |             | -           | -           | 1      | 0      |
| 2021            | KuPS            | VL              | 18+5       | 1+1        | CF              | 6               | 0               | UECL               | 7                  | 0                  |             | -           | -           | 36     | 2      |
| 2022            | KuPS            | VL              | 13+3       | 0          | CF+CdL          | 4+3             | 0               | UECL               | 5                  | 0                  |             | -           | -           | 28     | 0      |
| 2023            | KuPS            | VL              | 0          | 0          | CF+CdL          | 0+2             | 0               | UECL               | 0                  | 0                  |             | -           | -           | 2      | 0      |
| Totale KuPS     | Totale KuPS     | Totale KuPS     | 31+8       | 1+1        |                 | 16              | 0               |                    | 12                 | 0                  |             | -           | -           | 67     | 2      |
| Totale carriera | Totale carriera | Totale carriera | 39         | 2          |                 | 16              | 0               |                    | 12                 | 0                  |             | -           | -           | 67     | 2      |

## Palmarès

### Club

#### Competizioni nazionali
- Coppa di Finlandia: 3

KuPS: 2021, 2022, 2024
- Campionato finlandese: 1

KuPS: 2024